# Athetis anomoeosis
Athetis anomoeosis là một loài bướm đêm trong họ Noctuidae.